# Kloaka (budownictwo)
Kloaka – w tłumaczeniu z łaciny ściek, kanał. Pierwsze kanały wybudowano w starożytności w Rzymie. Najbardziej znany i największy to Cloaca Maxima – kanał odwadniający teren pomiędzy Kapitolem a Palatynem i odprowadzający ścieki do Tybru. Zbudowany przez Tarkwiniusza Pysznego w VI wieku p.n.e. i rozbudowany przez Sullę w I wieku p.n.e.
W średniowieczu mianem kloaka określano gdaniska, czyli toalety (najczęściej zamkowe) wysunięte poza obręb zabudowań i połączone z nimi krytymi pomostami. Później miana tego używano do określenia wszystkich miejsc, w których zbierały się płynne nieczystości np. szamba.
Obecnie kloaka jest synonimem ubikacji typu: sławojka, wychodek, latryna. Dół kloaczny (zbiornik) jest to dół (zbiornik) przeznaczony do gromadzenia odchodów.